# Sopje
Sopje je općina u Hrvatskoj. Nalazi se u Virovitičko-podravskoj županiji.

## Zemljopis
Nalazi se blizu granice s Mađarskom, u Podravini.

## Stanovništvo
Prema popisu stanovništva iz 2001. godine bilo je
- ukupno: 2 750, od toga

- Hrvati: 2 490 - 90.55 %
- Srbi: 206 - 7.49 %
- Albanci: 1 - 0.04 %
- Bošnjaci: 1 - 0.04 %
- Mađari: 10 - 0.36 %
- Makedonci: 1 - 0.04 %
- Nijemci: 1 - 0.04 %
- Slovenci: 1 - 0.04 %
- ostali: 3 - 0.11 %
- nepoznato: 4 - 0.15 %

| broj stanovnika | 3337  | 3858  | 4090  | 4599  | 5398  | 5429  | 5239  | 6132  | 6694  | 6599  | 5997  | 4780  | 3802  | 3407  | 2750  | 2320  | 1897  |
|                 | 1857. | 1869. | 1880. | 1890. | 1900. | 1910. | 1921. | 1931. | 1948. | 1953. | 1961. | 1971. | 1981. | 1991. | 2001. | 2011. | 2021. |

| broj stanovnika | 1101  | 1157  | 1179  | 1151  | 1255  | 1251  | 1157  | 1356  | 1281  | 1257  | 1167  | 900   | 746   | 667   | 596   | 524   | 430   |
|                 | 1857. | 1869. | 1880. | 1890. | 1900. | 1910. | 1921. | 1931. | 1948. | 1953. | 1961. | 1971. | 1981. | 1991. | 2001. | 2011. | 2021. |

## Uprava
Općina Sopje je jedinica lokalne samouprave utvrđena Zakonom o područjima županija, gradova i općina u Republici Hrvatskoj.
Općina Sopje obuhvaća 9. naselja
Sopje - sjedište općine,
Vaška,
Novaki,
Josipovo,
Nova Šarovka,
Kapinci, 
Gornje Predrijevo,
Grabić i
Španat.
Tijelo općine je Općinsko vijeće koje broji 11 članova plus jedan član, predstavnik nacionalnih manjina.
Općinsko vijeće predstavničko je tijelo građana Općine Sopje i tijelo lokalne samouprave koje u okviru svojih prava i dužnosti donosi akte te obavlja druge poslove u skladu sa zakonom i statutom Općine Sopje. Općinsko vijeće obavlja i poslove koji su zakonom i drugim propisima dani u nadležnosti općinskog vijeća:
donosi Statut općine,
donosi proračun, odluku o izvršenju proračuna i godišnji obračun proračuna,
donosi opće akte i druge akte kojima uređuje pitanja iz samoupravnog djelokruga općine,
donosi poslovnik o radu,
bira i razrješava potpredsjednike Općinskog vijeća postupku utvrđenom za njihov izbor,
osniva i bira članove radnih tijela,
imenuje i razrješava osobe određene zakonom, propisima i statutom,
uređuje ustroj i djelokrug Jedinstvenog upravnog odjela,
i druge poslove utvrđene statutom Općine Sopje.
Općina Sopje samostalna je u odlučivanju o poslovima iz svoga samoupravnog djelokruga i podliježe samo nadzoru ustavnosti i zakonitosti ovlaštenih državnih tijela. Obavlja poslove lokalnog značaja kojima se neposredno ostvaruju potrebe građana, a koje nisu Ustavom ili zakonom dodijeljeni državnim tijelima, i to osobito poslove koji se odnose na:
uređenje naselja i stanovanja
prostorno i urbanističko planiranje
komunalne djelatnosti
brigu o djeci
socijalna skrb
primarna i zdravstvena zaštita
odgoj i osnovno obrazovanje
kultura, tjelesna kultura i šport
zaštitu i unapređenje prirodnog okoliša
protupožarnu i civilnu zaštitu.
Posao je organiziran preko Jedinstvenog upravnog odjela, koji je podijeljen po sljedećim strukturama u kojem je trenutno zaposleno 7 djelatnika
pročelnik (općinski tajnik) VSS,
viši savjetnik VŠS,
referent za računovodstvo SSS ,
referent za komunalne djelatnosti SSS dva djelatnika i jedan NKV djelatnik,
spremačica NKV.
Planiranje i ostvarenje proračuna:
Temeljem smjernica Ministarstva financija utvrđuju se porezni prihodi. Prohodi koji su u direktnoj nadležnosti općine planiraju se temeljem priliva sredstva u proteklom razdoblju, dok se prihodi od prodaje nefinancijske imovine planiraju temeljem već sklopljenih dugoročnih ugovora i aktivnosti vezane za plan upravljanja imovine. Analitičke stavke vezane za rashodovnu stranu planiraju se temeljem plana rada upravnog odjela.
Način donošenja odluka:
Odluke koje se donose u Općini Sopje kao jedinici lokalne samouprave mogu se podijeliti u nekoliko segmenata, ovisno o razini donošenja te zakonskim i drugim propisima o ovlastima donošenja pojedinih odluka. Odluke se mogu podijeliti na dvije osnovne grupe a to su odluke kao opći akti i odluke kao pojedinačni akti. Odluke kao opći akti koje imaju najveći značaj za Općinu Sopje kao jedinicu lokalne samouprave donose se na razini Općinskog vijeća, kao lokalnog parlamenta to su uglavnom odluke koje imaju uporište odnosno temelj u zakonima i rjeđe podtzakonskim propisima. Takvim odlukama Općinsko vijeće rješava općenito problematiku u svezi s komunalnom djelatnošću, određenim gospodarskim djelatnostima, društvenim djelatnostima i svim ostalim djelatnostima i poslovima za koje je prema Zakonu o lokalnoj i područnoj (regionalnoj) samoupravi ovlašten. Takve odluke imaju uglavnom i neposredan značaj prema pravnim i fizičkim osobama u smislu određenih obveza (općinskih porezi, komunalna naknada, komunalni doprinos, i dr.)
Druga razina donošenja odluka kao općih akata odnosi se na upravni odjel Općine Sopje, kao upravno tijelo, a takvi opći akti se uglavnom odnose na rad i funkcioniranje lokalne uprave odnosno njenih službenika i namještenika.
Na konstituirajučoj sjednici Općinskog vijeća utvrđene su komisije i povjerenstva koje su radno tijelo Općinskog vijeća, izrađuju prednacrt općeg akta u skladu s određenim zakonskim i drugim propisima te ga prosljeđuje na prethodnu proceduru upravnom odjelu i Općinskom vijeću. Na temelju te procedure, upravni odjel izrađuje nacrt odluke kao općeg akta prosljeđuje ga na raspravu i donošenje odluka kao opći akt Općinskom vijeću. Nakon donošenja odluke, ista se objavljuje u Službenom glasniku Općine Sopje i dostavlja svim nadležnim izvršiteljima.

## Povijest
Jaka utvrda u srednjem vijeku.

## Gospodarstvo
Stanovništvo općine Sopje bavi se pretežito poljoprivredom i djelatnostima vezanim uz poljoprivredu (oko 90% stanovništva). U posljednje vrijeme zamjetan je razvoj turizma (konjički turizam - Višnjica, biciklistička i pješačka staza uz rijeku Dravu, lovni i ribolovni turizam uz Dravu, usluge smještaja i škole u prirodi i sl.).
Velike mogućnosti razvoja turizma na ovom ruralnom području su upravo u čistoći prirode, ljepotama rijeke Drave i pridravskih kanala, vrbaka i topolika, staništima rijetkih ptica (ornitološki rezervat orla Štekavca), te gostoljubivost i susretljivost žitelja općine Sopje.

## Kultura
Čuvena manifestacija "Dravsko proljeće" je međunarodna smotra folklora, koja ima zadatak očuvanja i promicanja tradicije i kulture hrvatskog naroda s obje strane rijeke Drave (Hrvati iz RH i Mađarske) diljem zemlje i svijeta...
Osim tradicije u pjesmi i plesovima, na manifestaciji se posebnu pažnju pridaje očuvanju Sopjanske narodne nošnje (nošnje Sopja, G.Predrijeva, Kapinaca, Vaške...) koja se nastoji očuvati i kroz rad Etno udruge i kulturno - umjetničkog društva iz Sopja 
Sopjansko lilanje, izraslo iz starog narodnog običaja lilanja.

## Šport
- NK Podravac Sopje
- Udruga sportske rekreacije "Sport za sve", "Podravac" Sopje
- Udruga sportske rekreacije "Sport za sve", "Sloga" Vaška
- ŠRU Šaran Sopje

## Vanjske poveznice
- Službene stranice općine Sopje
- Neslužbene stranice općine Sopje  Arhivirana inačica izvorne stranice od 5. siječnja 2008. (Wayback Machine)